# Аньяк (кратер)
Аньяк — це метеоритний кратер на планеті Марс. Його діаметр становить близько 51 км. Свою назву він отримав від містечка Аньяк у штаті Аляска, США; ця назва була затверджена Міжнародним астрономічним союзом у 1979 році.